# Fernand Kartheiser

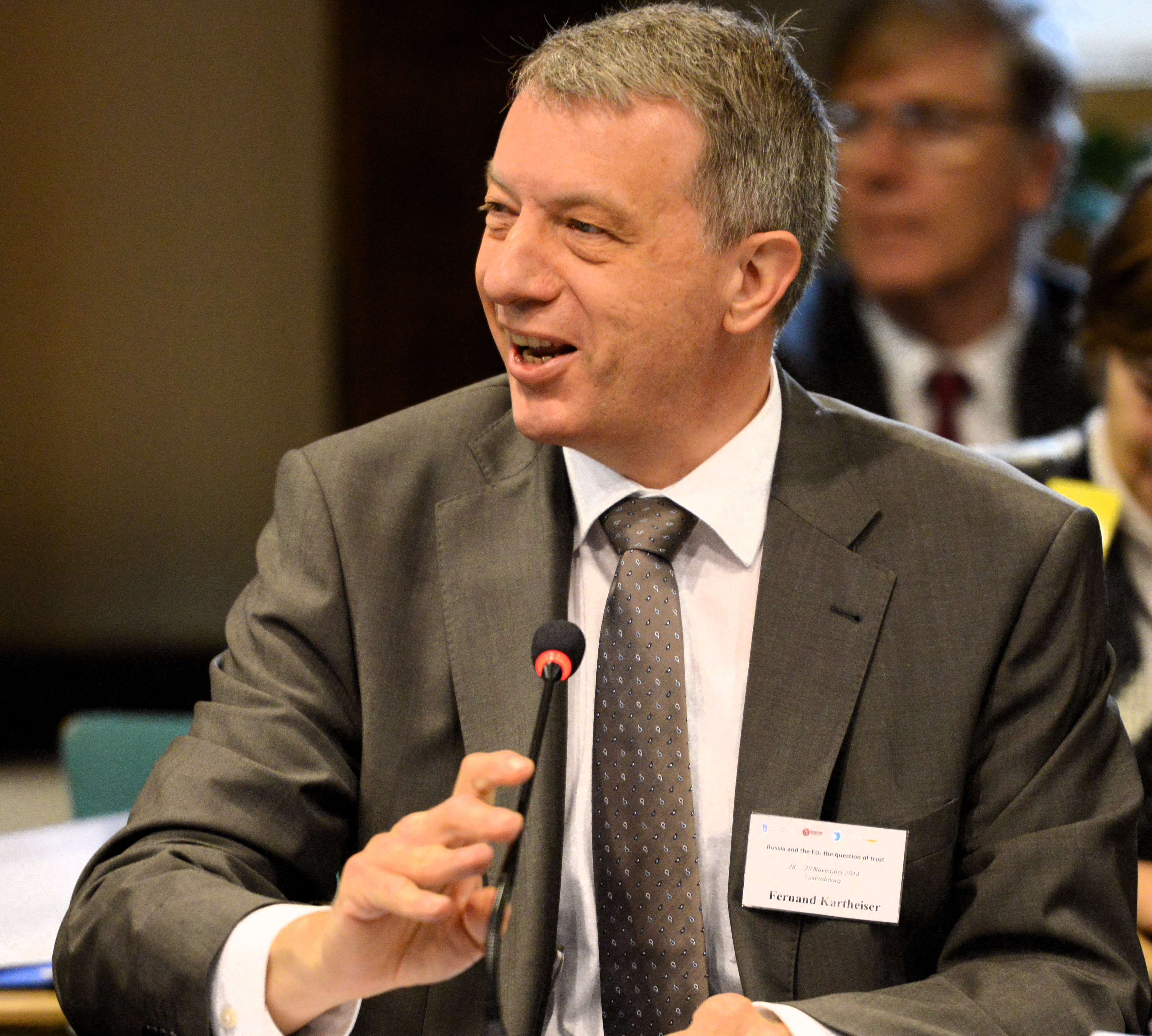
Fernand Kartheiser (2014)

Fernand Kartheiser (* 30. September 1959 in Luxemburg-Stadt) ist ein luxemburgischer Politiker (ADR), Abgeordneter und Autor. Er war Präsident seiner Partei, Offizier der Freiwilligenarmee Luxemburgs, Vorsitzender der Association des Hommes du Luxembourg sowie als Doppelagent tätig für SRE, CIA und GRU.

## Leben
Kartheiser ist Vater zweier Kinder, geschieden und wohnt derzeit in Fingig. An der  Königlichen Militärakademie in Brüssel studierte er zunächst Sozial- und Militärwissenschaften, bis er sich entschied, von 1983 bis 1989 eine Karriere als Offizier in der luxemburgischen Armee zu vollziehen. Danach studierte er Geschichte in Montpellier und ging zur Diplomatischen Akademie Wien. Anschließend wechselte er in den diplomatischen Dienst und wurde Botschafter in Griechenland, Zypern, und Rumänien. Im Jahre 2000 wurde er dann wieder Botschafter in Athen und war ab 2005 Direktor des Budgets, der Finanzen und der Verwaltung im Außenministerium.

## Nationalpolitik
Bereits in jungen Jahren war Kartheiser in der Jugendorganisation der DP aktiv. Am 13. März 2008 wurde er anschließend Mitglied der ADR und rückte für die ADR-Kandidatin Tania Giberyén in die Chambre des Députés bei der Parlamentswahl vom 7. Juni 2009 nach, wurde anschließend bei der Parlamentswahl vom 14. Oktober 2018 wiedergewählt.
Seit dem 8. Juni 2010 vertritt er zusammen mit dem Generalsekretär Roy Reding auch die Parteiinteressen in den Beziehungen zur europapolitischen Partei AECR.
Auf dem Nationalkongress vom 25. März 2012 wurde Kartheiser mit 108 von 119 Stimmen zum neuen ADR-Nationalpräsidenten und somit Nachfolger Robert Mehlens gewählt. Ende 2012 trat er dann wegen internen Streitereien wieder als Nationalpräsident zurück.

## Kontroversen
Im Juli 2012 wurde die Ausstellung iLux Identitäten in Luxemburg eröffnet, die das luxemburgische Kultusministerium bei der Universität Luxemburg in Auftrag gegeben hatte. Fernand Kartheiser äußerte Kritik an der Konzeption der ILux und wollte wissen, „wer denn die politische Verantwortung für die ketzerische Aussage trage: Jeder Mensch habe viele Identitäten“.
Am 19. Dezember 2012 erklärte Kartheiser seinen Rücktritt vom Parteivorsitz, nachdem interne Kritik an seiner politisch konservativen Linie um die Themen Abtreibung und Sterbehilfe laut wurde. Der Auslöser manifestierte sich in einem Solidaritätsbekenntnis des Abgeordneten mit einer Demonstration der Föderation Pro Europa Christiana vor dem Parlament. In Folge parteiinterner Streitereien um die politische Identität der ADR traten daraufhin die Abgeordneten Jacques-Yves Henckes sowie später Jean Colombera aus der Partei aus. Damit verlor die Partei zwei Abgeordnetensitze in der Chambre des Députés.
Am 2. März 2017 führte ein Facebook-Beitrag Kartheisers über die Polen-Kritik von Außenminister Jean Asselborn zum Shitstorm in den sozialen Medien, nachdem ein ADR-Sympathisant einen umstrittenen Kommentar auf Kartheisers Seite veröffentlicht hatte und dieser nicht entfernt wurde.
Gegen Kartheiser wurde wegen Antisemitismusvorwürfen, die er in einer Parlamentsrede am 5. Dezember 2017 gegen das pro-palästinensische Komitee für einen gerechten Frieden im Nahen Osten erhoben hatte, Verleumdungsklage eingereicht. Die Affäre ist nun Gegenstand juristischer Analyse.
Kartheiser sorgte Anfang Dezember 2018 mit einer parlamentarischen Frage für einen Shitstorm in den sozialen Medien und kritische Reaktionen aus der Politik, u. a. Bildungsminister Claude Meisch. Das Schreiben des Abgeordneten wurde als homophob bewertet, nachdem er sich gegen ein Theaterstück mit dem Titel „Ein Känguru wie Du“ des Autors Ulrich Hub im Luxemburger Schulprogramm gewandt hatte. Kartheiser fragte, „ob man auch vergessen habe, Kindern Theaterstücke mit heterosexuellen, traditionellen und natürlichen Familien zu zeigen und dieses Lebensmodell positiv darzustellen.“ Zeitgleich geriet Kartheiser wegen einer anderen parlamentarischen Frage über die CLAE (Komitee der Ausländerorganisationen) in Konflikt mit Familienministerin Corinne Cahen, sowie seine umstrittene Rolle als ehemaliger Doppelagent in der SREL-Kontrollkommission. Es bestehe ein generelles Problem, so die Aussage anderer luxemburgischer Parteien im Kontext.
Im Oktober 2019 sorgte Kartheiser mit einem Vorwurf an Außenminister Jean Asselborn für einen politischen Skandal, nachdem er ihn, im Kontext der Flüchtlingsdebatte, in einer Parlamentsrede als „Schutzpatron der Menschenschleuser im Mittelmeer“ bezeichnet hatte. Dies führte zu lautstarken Protesten seitens des Parlaments und zog eine Verwarnung des Parlamentspräsidenten nach sich.
Im Juni 2025 wurde Kartheiser aus der Fraktion Europäische Konservative und Reformer ausgeschlossen, nachdem er beim Thema russischer Überfalls auf die Ukraine gegen die Fraktionslinie gestimmt hatte und zuletzt die russische Duma besucht hatte.

## Association des Hommes du Luxembourg
Kartheiser war zunächst Generalsekretär und anschließend Vorsitzender der Männervereinigung Association des Hommes du Luxembourg, früher auch unter Hodilux (Hommes divorcés du Luxembourg) bekannt, zur politischen und gesellschaftlichen Vertretung der Männerrechte. Am 13. März 2008 unterzeichnete man einen Kooperationsvertrag mit der ADR, womit Mitglieder der Männerrechtsorganisation auf der Wahlliste der Partei kandidierten.

## Schriften
- Le Luxembourg et l’ONU. Luxembourg 1995. (Co-Autor)
- Analyse politique et diplomatique du conflit coréen. Ed. Bruylant Academia SA, Belgien 2000. (Artikel für « The Korean War » A eurasian Perspective)
- Helleg Muecht.Editions Schortgen, 2005, ISBN 2-87953-792-4. (Luxemburgischer Roman, Pseudonym Fernand le Chartreux)
- Kritik der reinen Unvernunft: Zur Feminisierung der Sprache. Editions Schortgen, 2007, ISBN 978-2-87953-051-2.